# Gli stati molteplici dell'essere
Gli stati molteplici dell'essere è un saggio del famoso scrittore e filosofo René Guénon, pubblicato per la prima volta in lingua francese con il titolo originale Les étas multiples de l'étre nel 1932. In quest'opera Guénon espone la sua visione dei vari livelli della realtà che si uniscono per creare la totalità dell'essere, attraverso la teoria metafisica degli stati molteplici, esponendone sia il principio stesso, sia alcune delle applicazioni, specie per quanto concerne l'essere rappresentato sotto l'aspetto umano. 

## Lo stato umano
Lo stato umano, secondo Guénon, è solo uno tra gli altri stati, che sono indefiniti, non occupa una posizione privilegiata nell'insieme dell'Esistenza universale, non possiede alcuna prerogativa in più, metafisicamente parlando, rispetto agli altri stati. Lo stato umano è soltanto uno stato di manifestazione come tutti gli altri, che però acquista per noi, e soltanto per noi, specie umana, un'importanza rilevante, essendo lo stato in cui di fatto ci troviamo; si tratta di un punto di vista puramente relativo. Perciò, quando parliamo di stati superiori e inferiori, dobbiamo tenere conto che operiamo tale ripartizione gerarchica sempre in relazione allo stato umano preso come termine di paragone, poiché nessun altro stato è direttamente sperimentabile da noi in quanto individui. È quindi dallo stato umano che dobbiamo partire se vogliamo raggiungere la realizzazione metafisica, di qualunque grado sia. 

## Infinito e possibilità universale
La più primordiale delle nozioni metafisicamente parlando è quella dell'Infinito; Guénon in quest'opera lo analizza considerandolo nei suoi rapporti con la Possibilità universale. Per definizione, l'infinito è ciò che non ha limiti, ciò di cui nulla si può negare, quindi ciò che tutto comprende, poiché al di fuori dell'infinito non può esistere nulla, che altrimenti potrebbe limitarlo. L'Infinito non ha parti, siamo solo noi che lo guardiamo necessariamente da diversi punti di vista e in diverse sezioni, per i limiti di cui lo stato umano è intriso. La Possibilità totale è anch'essa infinita, comprende tutte le possibilità particolari, anzi, è l'Infinito stesso, non può essere scissa da esso. Se la Possibilità universale non fosse infinita, come sottolinea Guénon, dovrebbe essere limitata da un'impossibilità. Ma un'impossibilità, non essendo altro che una negazione pura e semplice, è un vero e proprio nulla e ovviamente non può limitare alcunché; perciò la Possibilità universale è illimitata, è infinita, è l'Infinito stesso. 
Guénon, inoltre, fa una forte critica alle teorie moderne Occidentali, cosa ricorrente all'interno delle sue opere, in particolare nell'opera Oriente e Occidente, che dividono l'infinito dalla Possibilità universale, in particolare l'Infinito è visto come "perfezione attiva", mentre la Possibilità universale è vista come "perfezione passiva".
Distinzione che quindi, secondo la visione di Guénon, non ha senso di esistere.

## L'Essere e il Non-Essere
La Possibilità universale contiene al contempo l'Essere e il Non-Essere. L'Essere rappresenta tutto ciò che si manifesta, il Non-Essere rappresenta tutto ciò che non si manifesta e va a comprendere anche l'Essere stesso, in quanto questo è il principio di tutto ciò che è manifestato ma non è manifestato a sua volta. Qui Guénon critica nuovamente la filosofia dell'estremo-occidente, in quanto per questa il Non-essere corrisponde al niente, al nulla, ma come detto, secondo la teoria metafisica degli stati molteplici, è più del tutto. Sotto questo punto di vista potremmo dire che il Non-Essere è addirittura più dell'Essere, in quanto comprende tutto ciò che per natura non può manifestarsi, ma anche tutto ciò che si doveva manifestare ma alla fine no, o che ancora si deve manifestare. Universalmente parlando, però, Essere e Non-Essere si equivalgono e vanno a limitarsi reciprocamente, andando a formare l'insieme della Possibilità totale. Per ciò che concerne i rapporti tra l'Essere e il Non-Essere è fondamentale osservare che lo stato di manifestazione è sempre transitorio e condizionato, mentre lo stato di non-manifestazione è assolutamente permanente e incondizionato. Nulla di ciò che è manifestato può perdersi se non con il passaggio nel non-manifestato. Le possibilità di non manifestazione appartengono essenzialmente al Non-Essere e per la loro stessa natura non possono rientrare nell'ambito dell'Essere, contrariamente a quanto avviene per le possibilità di manifestazione che appartengono all'Essere, ma se non si manifestano apparterranno invece al Non-Essere. Questo però non implica alcuna superiorità delle une sulle altre, poiché entrambe hanno solo una natura differente. 
Il Non-Essere è chiamato da Guénon, che riprende spesso le sue idee da dottrine orientali, in particolare quella indù, "Zero metafisico", che è l'ambito dell'indifferenziato e dell'incondizionato, mentre chiama l'Essere "Unità", suddiviso in diversi stati.

## Fondamento della teoria degli stati molteplici
Il fondamento della teoria degli stati molteplici, secondo Guénon, è il seguente: se si considera un qualsiasi essere nella sua totalità, esso dovrà comportare, per lo meno virtualmente, stati di manifestazione e stati di non-manifestazione, perché solo in questo senso si può davvero parlare di totalità; in caso contrario si è in presenza di un qualcosa di incompleto e frammentario, che non può costituire l'essere totale. Alla base della teoria vi è anche la distinzione tra Essere ed Esistenza, che non sono assolutamente la stessa cosa. L'Essere è il principio della manifestazione, mentre l'Esistenza è la manifestazione universale stessa. Quindi, l'Essere racchiude l'Esistenza ed essendone il principio è metafisicamente più di questa.

## La conoscenza
In qualunque campo non esiste vera conoscenza se non quella che ci consente di penetrare più o meno profondamente la natura intima delle cose; i gradi della conoscenza consistono nella maggiore o minore profondità di tale penetrazione e nella maggiore o minore completezza dell'assimilazione cui essa conduce. Conoscere, secondo Guénon, significa un'identificazione del soggetto con l'oggetto oppure, se si considera il rapporto in senso inverso, un'assimilazione dell'oggetto da parte del soggetto. Infatti, inerentemente alla conoscenza, si possono usare i due termini quasi indifferentemente, sebbene non corrispondano in modo esatto allo stesso punto di vista. Ogni conoscenza vera ed effettiva è immediata, una conoscenza mediata può avere solo un valore puramente simbolico e rappresentativo. Gli accessi della conoscenza sono gli organi di senso.

## Personaggi e movimenti filosofici citati
Guénon, nel brano, si rifà più volte alle idee della filosofia orientale, soprattutto indù e buddhista, e, dal punto di vista critico, cita mole volte la filosofia dell'occidente moderno in generale. In particolare, poi, cita il filosofo Leibniz, il quale, secondo Guénon, è uno dei tanti filosofi che si è sforzato per limitare il concetto di Possibilità Universale; inoltre cita la concezione aristotelica di conoscenza, che lui stesso riprende.

## Edizioni
- René Guénon, Les étas multiples de l'étre, Paris, Payot, 1932.
- René Guénon, Gli stati molteplici dell'essere, Torino, Rivista di studi tradizionali, 1965
- René Guénon, Les étas multiples de l'étre, Pris, Guy Trédaniel, 1984
- René Guénon, Gli stati molteplici dell'essere, Milano, Adelphi, 1996